# Bhandara (Distrikt)
Der Distrikt Bhandara (Marathi: भंडारा जिल्हा) ist einer von 35 Distrikten des Staates Maharashtra in der Region Vidarbha in Indien.
Die Stadt Bhandara ist Verwaltungssitz des Distrikts. Die letzte Volkszählung im Jahr 2011 ergab eine Gesamtbevölkerungszahl von 1.200.334 Menschen.

## Geschichte
Von vorchristlicher Zeit bis ins Jahr 1345 wurde das Gebiet – wie die ganze Region – von diversen buddhistischen und hinduistischen Herrschern regiert. Der erste namentlich bekannte Staat war das Maurya-Reich, die letzte nichtmuslimische Dynastie waren die Gond.
Nach jahrzehntelangen militärischen Auseinandersetzungen mit muslimischen Regenten im Norden Indiens erfolgte 1345 die Besetzung durch muslimische Soldaten. Danach herrschten bis ins Jahr 1724 verschiedene muslimische Dynastien (Sultanat Delhi, Bahmani, Dekkan-Sultanate und die Grossmoguln). Im Jahr 1739 wurde das Gebiet als Königreich Nagpur als Teil des hinduistischen Marathenreichs unabhängig. Nach der Niederlage der Marathen gegen die Briten wurde es 1818 als unabhängiger Staat Teil des Britischen Empires. Nachdem der letzte Herrscher des Königreichs 1853 verstorben war, kam es zur Einverleibung des Königreichs Nagpur in die britische Verwaltungsregion Central Provinces (seit 1903 Central Provinces and Berar). Mit der Unabhängigkeit Indiens 1947 und der Neuordnung des Landes wurde es 1950 Teil des neuen Bundesstaats Madhya Pradesh. Im Jahre 1956 wurde dieser indische Bundesstaat geteilt und das Gebiet kam zum Staat Bombay. Auch dieser Bundesstaat wurde 1960 aufgelöst und der Distrikt Bhandara ein Teil des neuen indischen Bundesstaats Maharashtra. Am 1. Mai 1999 wurde ein Teil des Distrikts abgetrennt und bildete den neuen Distrikt Gondia.

## Bevölkerung
Bei der letzten Volkszählung 2011 wurden 1.200.334 Einwohner gezählt. Davon waren 605.520 Männer (50,45 Prozent) und 594.814 Frauen. Zu den Dalit gehörten 2011 200.372 (16,7 Prozent), zu den Adivasi 88.886 (7,4 Prozent) Menschen. Von der gesamten Anzahl Bewohner lebten 2011 233.831 Personen (19,48 Prozent) in städtischen Gebieten. Somit lebten noch mehr als 4 von 5 Einwohnern auf dem Land. Die Mehrheit der Bevölkerung des Distrikts Bhandara spricht Marathi. Im ganzen Bezirk gibt es 778 bewohnte Dörfer.

### Bevölkerung des Distrikts nach Bekenntnissen
Eine klar überwiegende Mehrheit der Bevölkerung sind Hindus. Die Buddhisten sind eine bedeutende Minderheit. Die genaue religiöse Zusammensetzung der Bevölkerung zeigt folgende Tabelle:
| Jahr                                | Buddhisten | Buddhisten | Christen | Christen | Hindus  | Hindus  | Jainas | Jainas | Muslime | Muslime | Sikhs | Sikhs  | Andere | Andere | keine Angaben | keine Angaben | Total     | Total    |
| Jahr                                | Zahl       | %          | Zahl     | %        | Zahl    | %       | Zahl   | %      | Zahl    | %       | Zahl  | %      | Zahl   | %      | Zahl          | %             | Einwohner | %        |
| ----------------------------------- | ---------- | ---------- | -------- | -------- | ------- | ------- | ------ | ------ | ------- | ------- | ----- | ------ | ------ | ------ | ------------- | ------------- | --------- | -------- |
| 2001                                | 144.541    | 12,72 %    | 1.844    | 0,16 %   | 953.507 | 83,92 % | 975    | 0,09 % | 23.324  | 2,05 %  | 739   | 0,07 % | 10.655 | 0,94 % | 561           | 0,05 %        | 1.136.146 | 100,00 % |
| Quelle: Volkszählung in Indien 2001 |            |            |          |          |         |         |        |        |         |         |       |        |        |        |               |               |           |          |

### Bevölkerungsentwicklung
Wie überall in Indien wächst die Einwohnerzahl im Distrikt Bhandara seit Jahrzehnten stark an. Die Zunahme sank allerdings in den Jahren 2001–2011 auf unter 6 Prozent (5,65 %). In diesen zehn Jahren nahm die Bevölkerung nur noch um etwas über 60.000 Menschen zu. Die genauen Zahlen verdeutlicht folgende Tabelle:

### Bedeutende Orte
Einwohnerstärkste Ortschaft des Distrikts ist der Hauptort Bhandara. Weitere bedeutende Städte mit einer Einwohnerschaft von mehr als 10.000 Menschen sind Tumsar, Pauni, Sakoli, Sawari Jawharnagar und Warthi.